# Faggi di Benevento
I Faggi di Benevento sono degli alberi di faggio europeo bicentenari ubicati in località Benevento, alle pendici del Bric Praboè, nel territorio comunale di Mallare, in provincia di Savona.

## Caratteristiche
I Faggi prendono il nome dalla vicina Cascina Benevènto (i cui ruderi sono raggiungibili in pochi minuti, percorrendo una vecchia carrareccia nel bosco): sono stati mantenuti integri dal proprietario, proprio per farne un motivo di attrazione turistica della zona.
In origine, si trattava di un filare di sei "matricine", cioè di alberi che negli anni non erano stati tagliati perché potessero con i loro frutti rigenerare il bosco. Il più grande, costituito da tronchi concresciuti, era alto 34 metri e mezzo e aveva una circonferenza di 7,7 metri: ci volevano 5 uomini uniti con le mani per abbracciarlo. Dal 2021 il gigante giace in parte a terra, caduto sotto al peso degli anni, testimoniando l'evolversi del ciclo della natura.

## Itinerari
Molte sono le escursioni possibili per raggiungere i Faggi di Benevento con partenza da Vado Ligure, da Finale Ligure, da Vezzi Portio, da Mallare e da Quiliano. Dai Faggi si può quindi proseguire sino a raggiungere le Rocche Bianche, il Colle del Termine, la radura dove sorge la Cappella di San Giacomo e poco più avanti la Colla di San Giacomo e l'Alta Via dei Monti Liguri.